# Opatská kaple svatého Vavřince (Kladno)
Kaple svatého Vavřince v kladenském zámku patří k nejvýznamnějším barokním interiérům v regionu.

## Historie
Zámek vyrostl na místě středověké tvrze, která byla radikálně přestavěna podle návrhu Kiliána Ignáce Dientzenhofera z let 1737–1739 pro potřeby benediktinského břevnovského kláštera, stala se rezidencí opata Bennona Löbla a centrem kladenského panství, jež benediktini drželi od roku 1705. Práce dokončili v roce 1740, věžička však byla vztyčena až v roce 1750 (datace je na ní uvedena včetně monogramu opata Löbla – B. A. B.). 
V letech 1741 a 1742, za války o rakouské dědictví, se stal zámek dočasným útulkem pro skupinu řeholníků. Kladenský barok, jehož stavebníkem Benno Löbl byl, vznikl ruku v ruce s rozsáhlou výzdobou kláštera v Břevnově. Na Kladně se proto shledáváme se stejnými tvůrci – s malířem Janem Karlem Kovářem a sochařem Karlem Josefem Hiernlem, jejichž „uměleckým vedoucím“ byl Kilián Ignác Dientzenhofer.
Společně s kaplí svatého Floriána (1751), mariánským sousoším (1741) vytváří soubor kladenského baroku, které bylo prezentováno v rámci oslav Tisíce let benediktinského kláštera v Břevnově.

## Freska Jana Karla Kováře

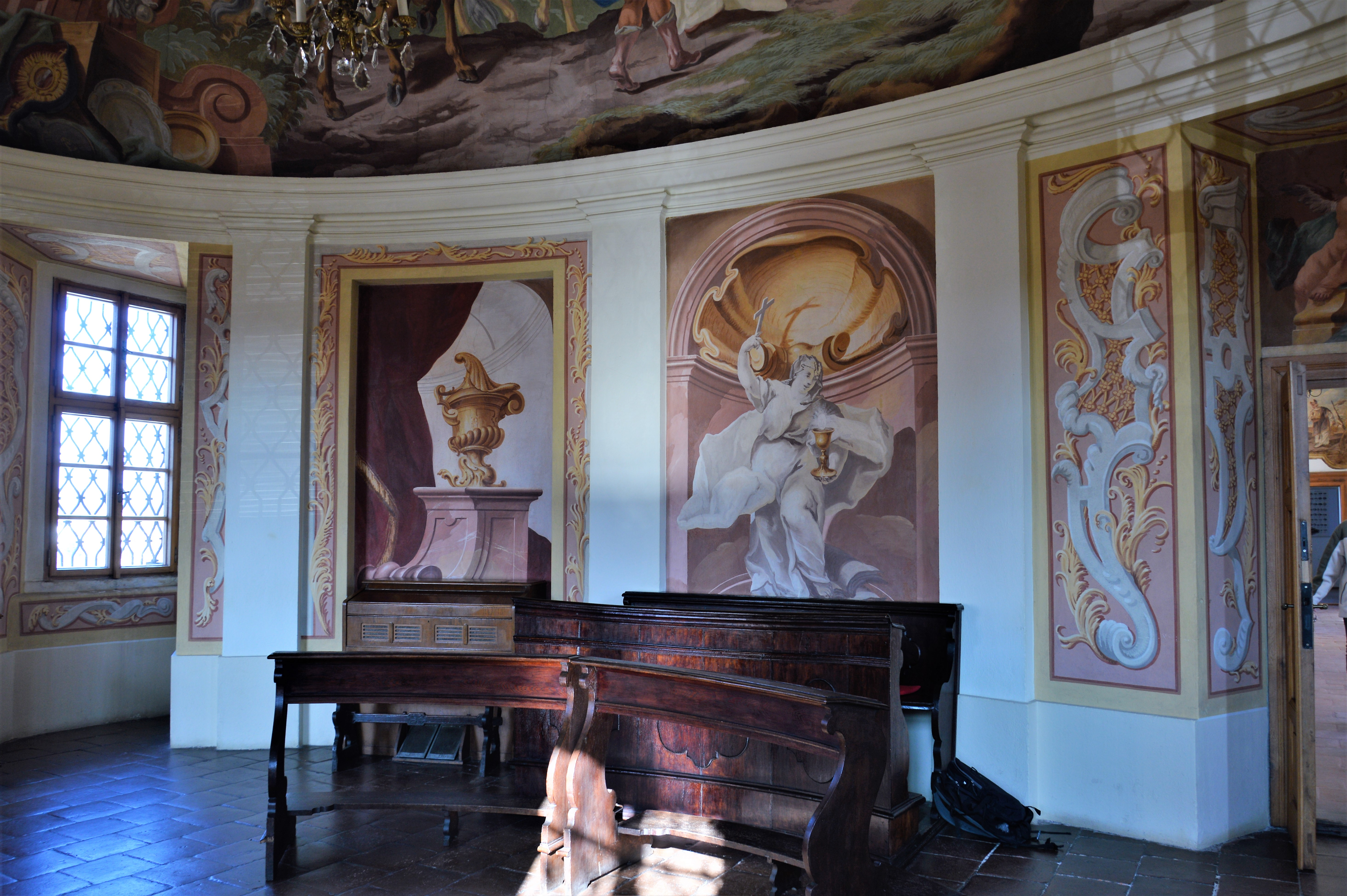
Interiér kaple s freskovou výzdobou, alegorická postava Víry

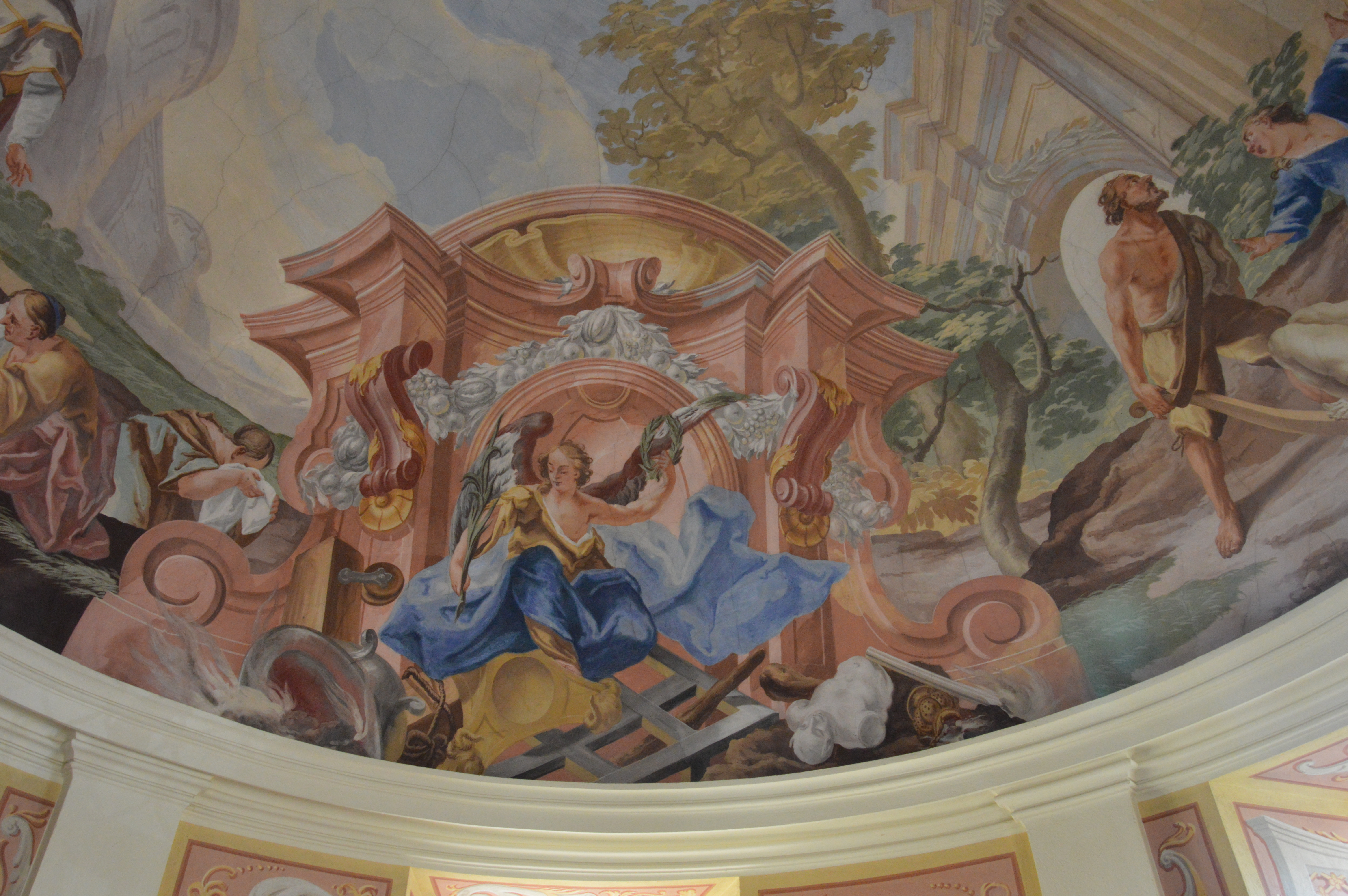
Kovářova freska, úsek s iluzivní edikulou

Skutečnost, že v kapli rezidence slavili benediktini bohoslužby, naznačují i dvě nevelké fresky v malovaných supraportách na chodbě patra se starozákonními náměty – Abrahám obětuje Izáka (Genesis 22, 1-14) a Setkání Abrahama s Melchisedechem (Genesis 14, 18-22) – předobrazy mešní liturgie. Uvnitř svatyně nade dveřmi je latinský nápis se jménem Bennona Löbla a chronogramem 1740. 
Oválný prostor završuje a výtvarně zhodnocuje freska Jana Karla Kováře se dvěma výjevy ze života sv. Vavřince. Na prvním potkává jáhen Vavřinec papeže Sixta II. vlečeného biřici do vězení, který svému věrnému služebníkovi předpovídá mučednickou smrt. Na druhém je naplnění papežova varování. Vavřinec na výzvu císaře Valeriána, aby mu přinesl drahocennosti církve, ukazuje, že pravý poklad spatřuje církev v chudých a nemocných. To císaře rozlítilo a dal Vavřince mučit a upálit na roštu. Klenba významově vrcholí jemným a výtvarně kvalitním vyobrazením Nejsvětější Trojice. Dále zaujmou dynamicky ztvárněné edikuly s figurami andělů, zapadající do celkového Dientzenhoferova záměru rozšířit faktický trojrozměrný prostor plackové klenby o prostor iluzivní, malovaný. Toto řešení, v baroku běžné, nalezneme u J. K. Kováře na řadě fresek nejen v benediktinských klášterech Břevnově, Broumově, ale i v nedalekém Smečně (sala terrena v zámeckém parku).

### Restaurování fresky
Fresková výzdoba na stěnách kaple byla částečně odkryta v roce 1993, ale celková obnova kaple proběhla až v roce 1998. Ze stěn byla sejmuta klihová vrstva z 19. století, pod kterou se odhalil dekorativní motiv, jemuž dominuje mřížka charakteristická pro pozdní barok. Tehdy byla také odkryta postava ženy s křížem a kalichem s hostií, tradiční alegorie Víry. Můžeme ji však také ve vztahu k protějšímu oltáři interpretovat i jako personifikované zobrazení Církve. 

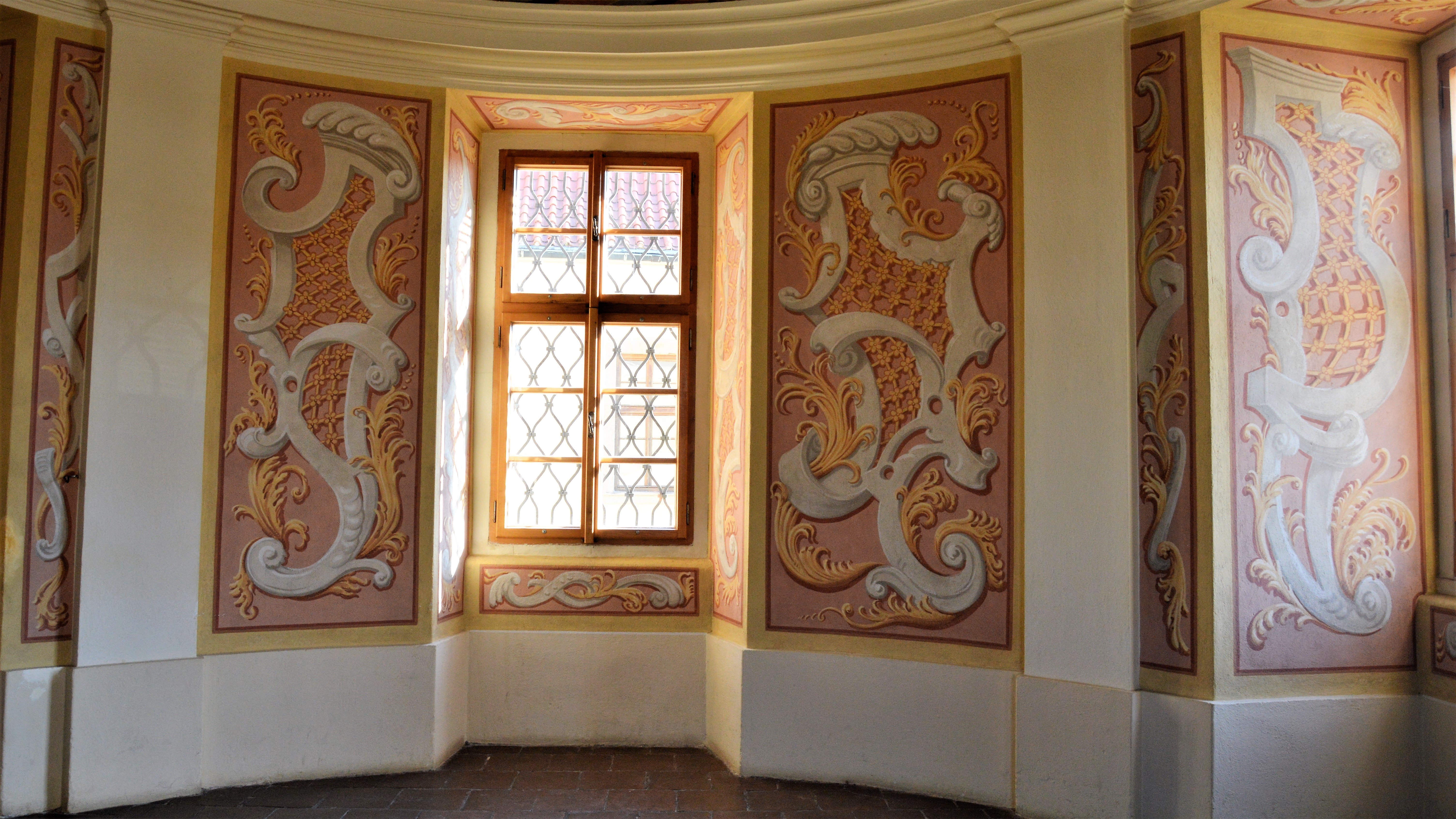
Motiv mřížky na stěnách kaple

Restaurátoři Michal Tomek a Jaroslav Alt při obnově zjistili, že Jan Karel Kovář ne vždy dbal kompozičních celků, jak o tom vypovídají patrné hranice denních dílů (tzv. giornaty – vzhledem k technice je to rozsah fresky, který realizoval malíř během jednoho dne). Ty jsou vedeny netradičně „klidnými“ plochami, což svědčí o rychlé práci zkušeného freskaře. Kovář vytvořil kolem roku 1740 neuvěřitelně velký počet nástěnných maleb v břevnovském klášteře, působil i v broumovském konventu, což vypovídá o jeho kreativitě a výtvarné pohotovosti.
Freska upoutá osobitým uměleckým projevem, jejž charakterizuje expresivní nadsázka při podání figur a kompoziční zasazení malovaných úseků architektury a krajiny. Kaple se po rehabilitaci malířské úpravy výtvarně opět sjednotila, prostor získal na iluzivní hybnosti. Se srovnatelným řešením se na Kladensku nesetkáme, lze je najít až v břevnovském klášteře.

## Oltář svatého Vavřince

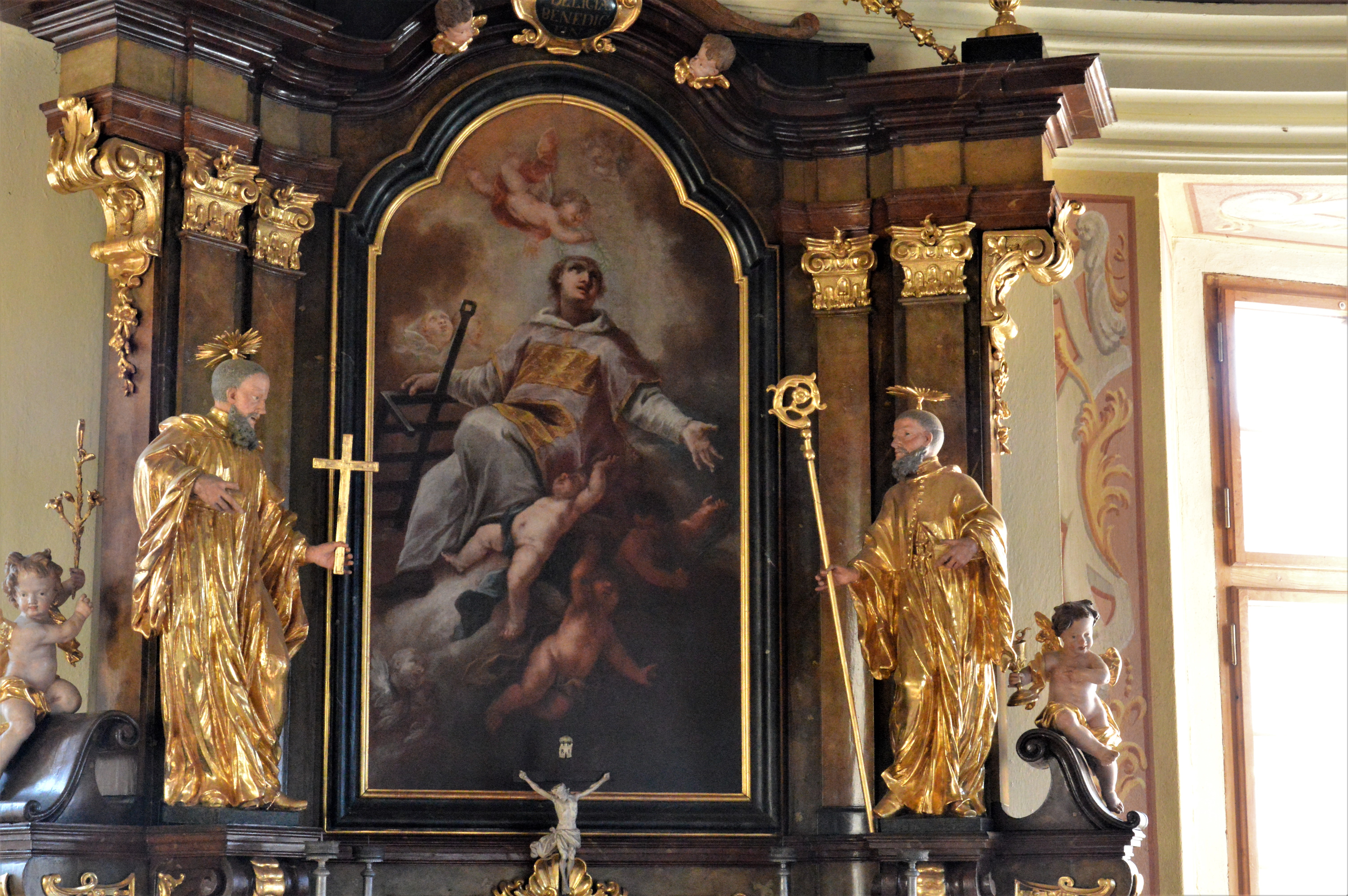
Oltář svatého Vavřince se sochami blahoslaveného Vintíře a svatého Benedikta

Truhlářské práce pochází z dílny Jana Sichtmüllera. Hlavní oltářní obraz svatého. Vavřince s mučednickým atributem (roštem) namaloval František Lichtenreiter. Autorem soch benediktinských světců, andílků a dekorativních váz je Karel Josef Hiernle. Z plastik byla při obnově (restaurátorka Markéta Pavlíková) odstraněna novější bílá vrstva a obnoven zlacený povrch, inkarnát tváří a rukou. Sochy představují svatého Benedikta a pravděpodobně blahoslaveného Vintíře, ale uvažuje se i o svatém Prokopovi):
- svatý Benedikt – s opatskou berlou, s knihou Řehole, anděl nese pohár s hadem (jed v nápoji),
- blahoslavený Vintíř – tradiční kříž v ruce a anděl nese liliovou ratolest.

Sochařská díla vykazují poměrně vysokou uměleckou úroveň s typickým rukopisem K. J. Hiernla, který je zřejmý nejen v charakteristickém jemném zhybnění anatomie soch a pojednání drapérie, např. tradičního středního svislého záhybu, ale zejména ve vypracování hlav s „žárovkovitě“ zvýrazněnou lebeční částí. V nástavci oltáře je umístěna Panna Maria benediktinských rozkoší (Delitiae Benedictinae), milostný obraz, jehož originál visí v římském kostele S. Benedetto in Piscinoa (Chiesa di San Benedetto in Piscinula) – traduje se o něm, že byl proveden podle obrazu, k němuž se svatý Benedikt modlil na poušti. Tento obraz Mater domus se nalézá i v dalších benediktinských klášterech (Broumov, Břevnov). 
Na menze oltáře je reliéf zobrazující starozákonní příběh praotce Abrahám obětujícího Izáka (Genesis 22, 1-14).
Z původního zařízení v kapli dále zůstala kredenční skříňka, do které se ukládaly liturgické texty. Intarzovaný povrch zdobí po stranách znaky břevnovského a broumovského kláštera, uprostřed je postava s atributy tří božských ctností – Víry, Naděje a Lásky.

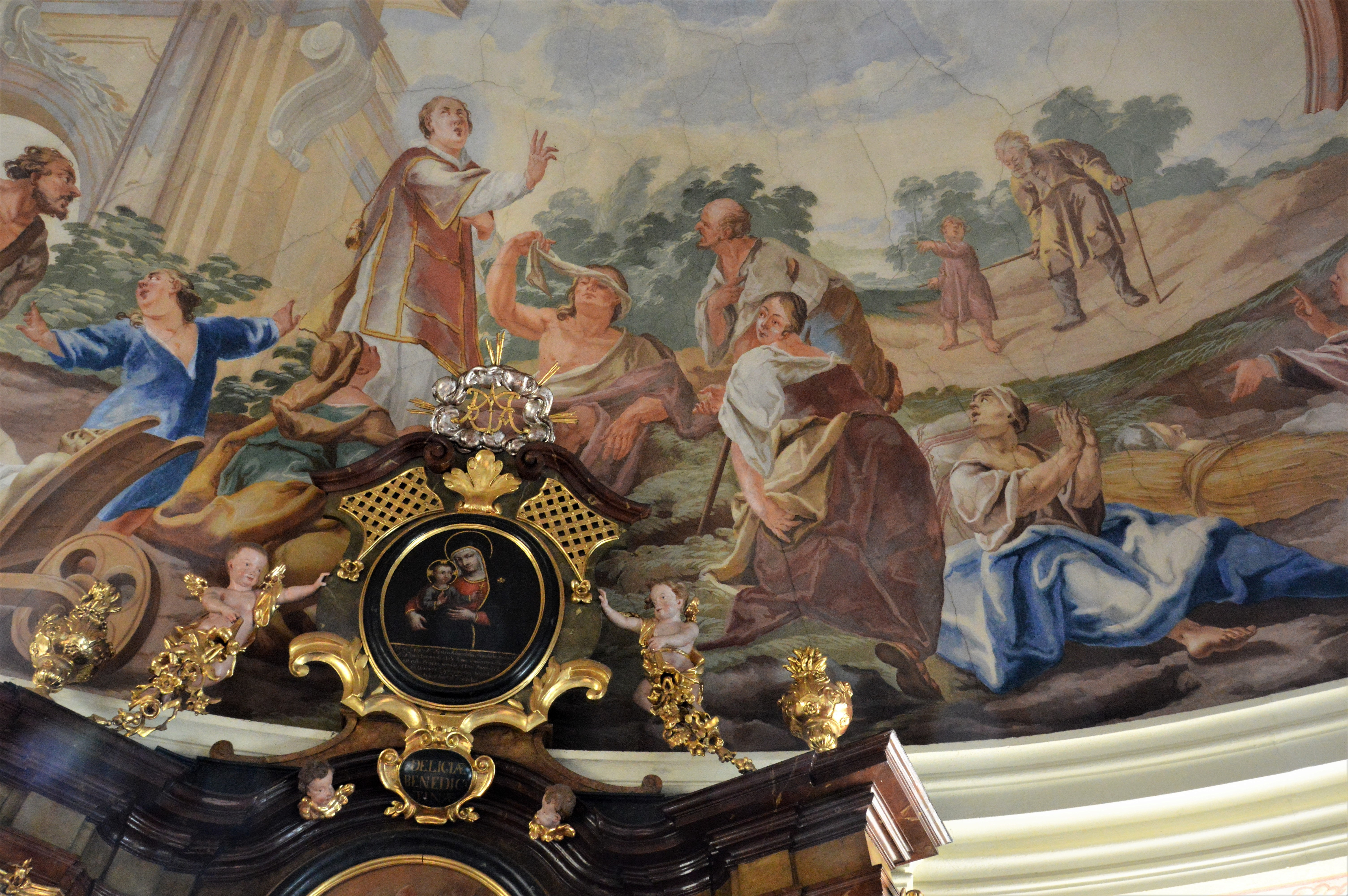
Nástavec oltáře s obrazem Panny Marie Benediktinské
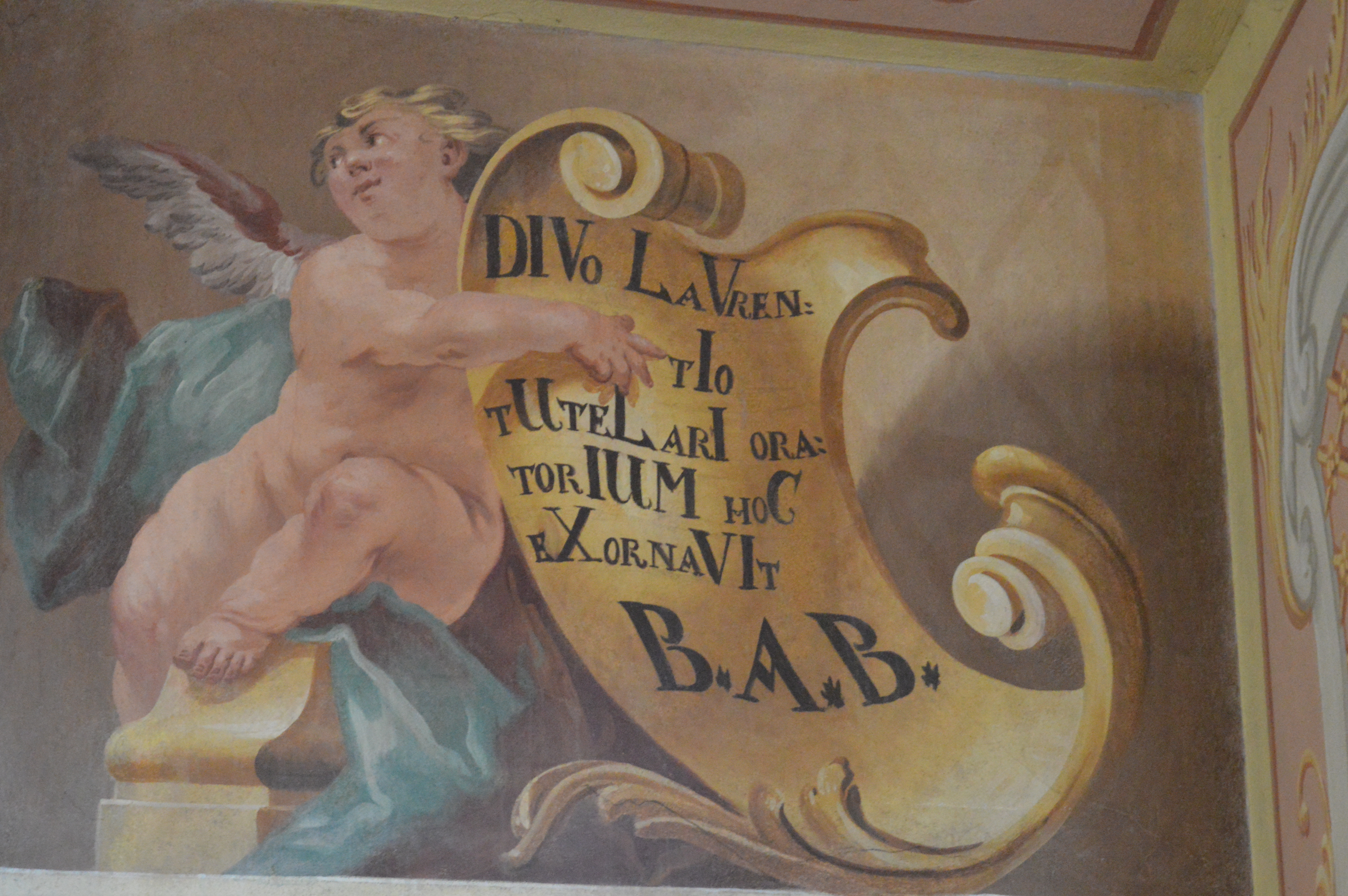
Chronogram s monogramem opata Benno Löbla
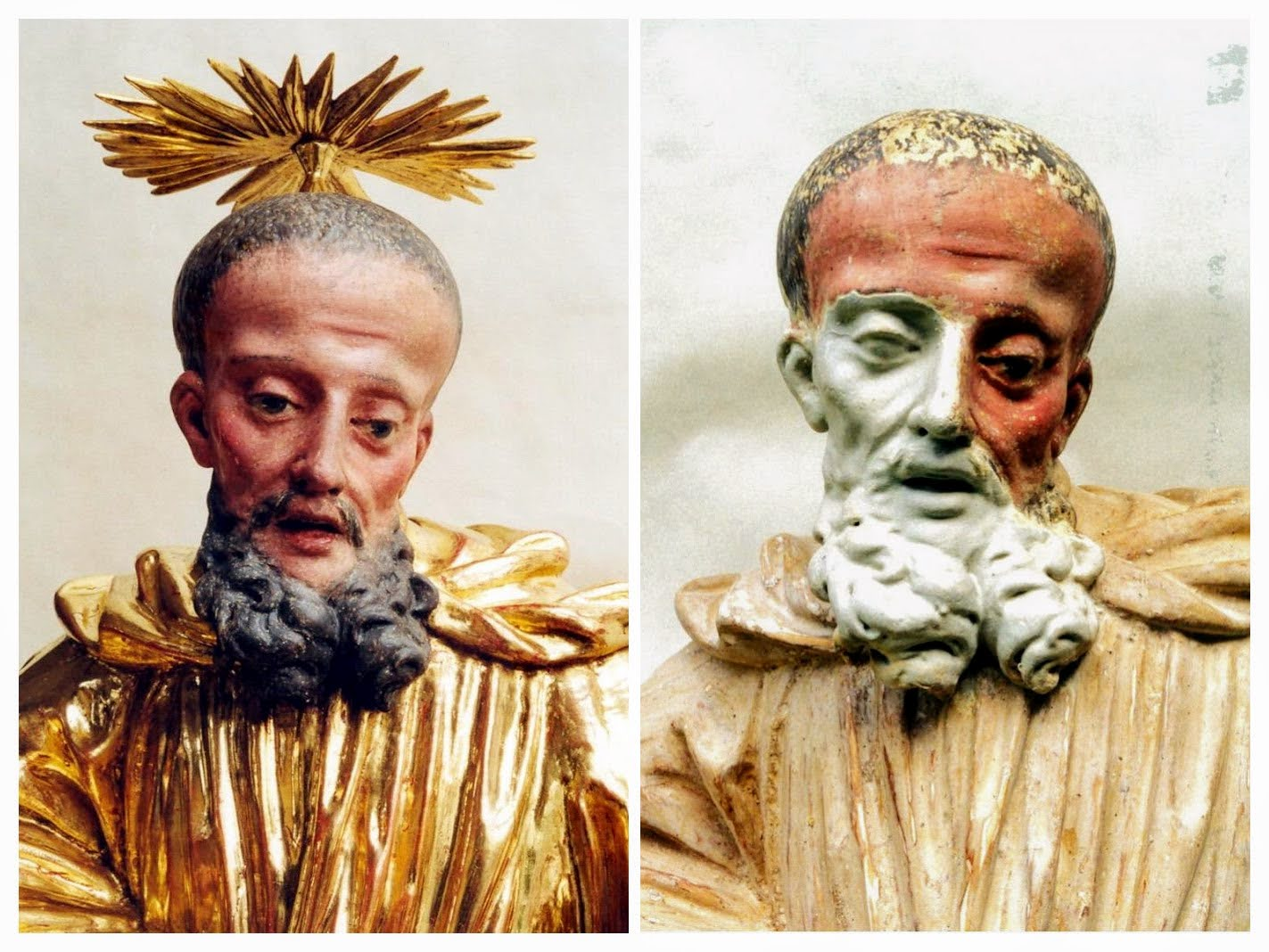
Obnova sochy blahoslaveného Vintíře, po dokončení a v průběhu snímání bílého nátěru
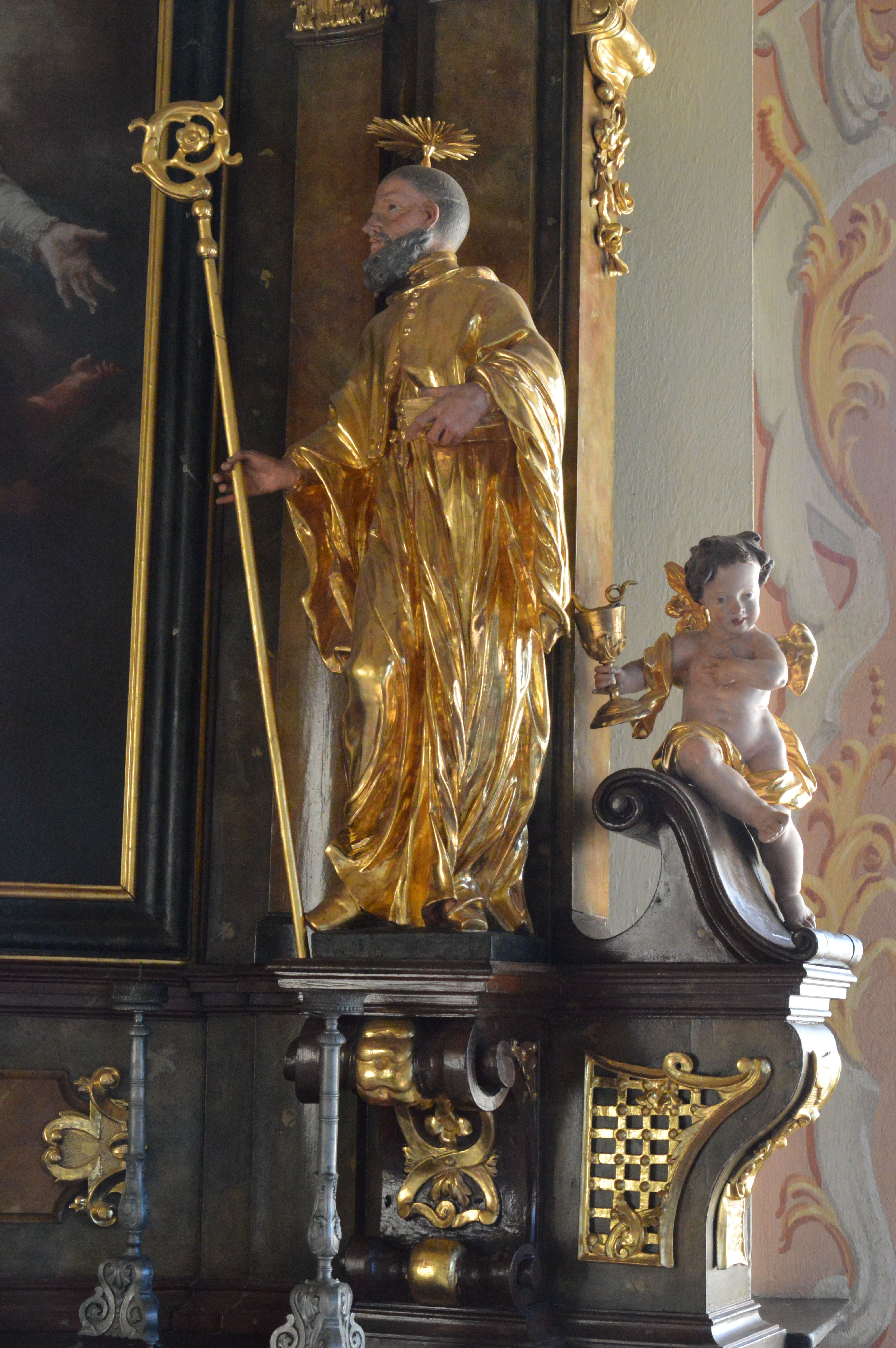
Hiernlova socha svatého Benedikta
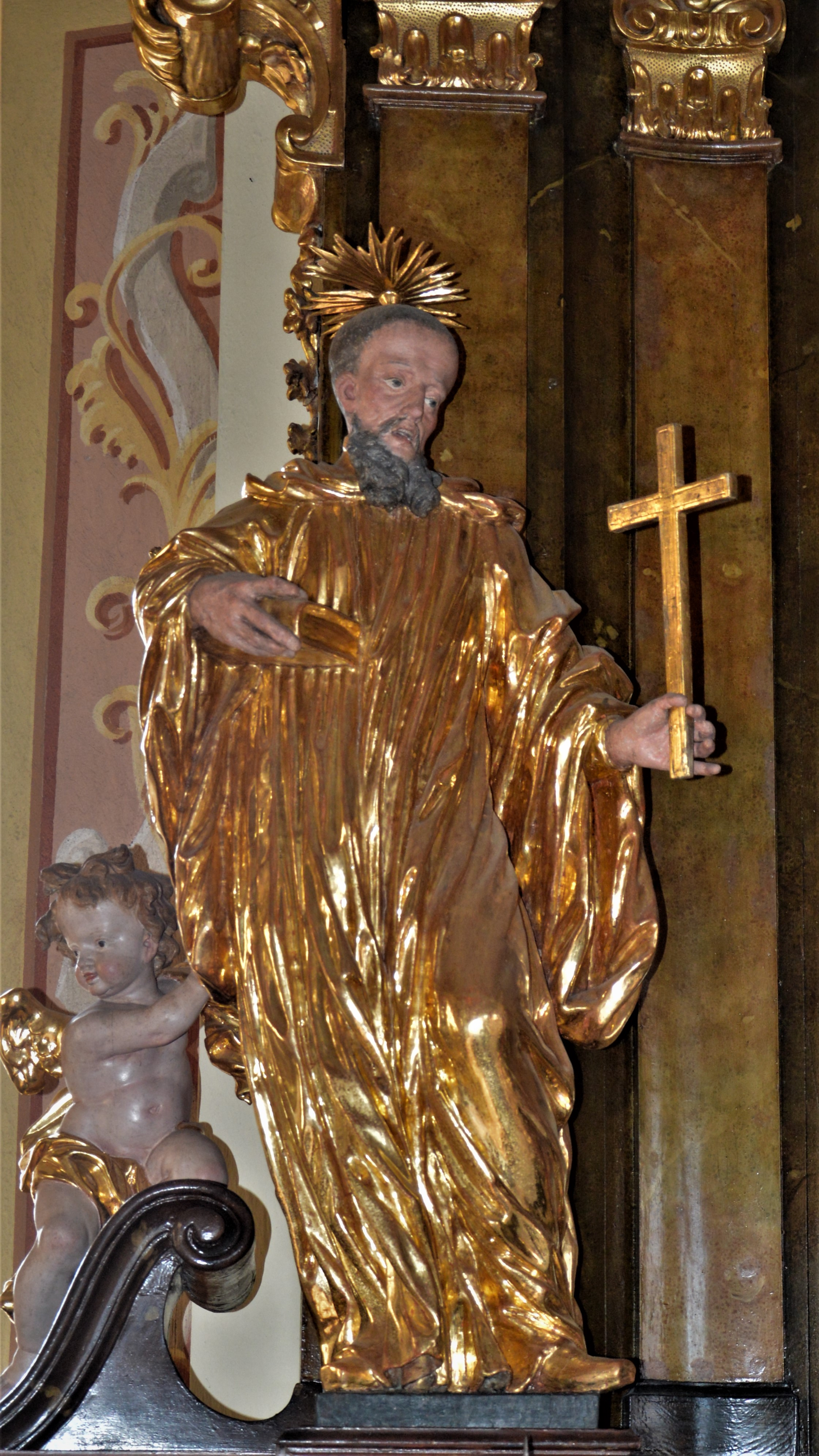
Hiernlova socha blahoslaveného Vintíře